# Габрич, Драго
Дра́го Га́брич (хорв. Drago Gabrić; 27 сентября 1986, СФРЮ) — хорватский футболист, полузащитник клуба «Юнак» (Синь). Габрич провёл пять матчей и забил один гол за национальную сборную Хорватии. Сын футбольного вратаря Тончи Габрича, который также выступал за «Хайдук» и сборную Хорватии.

## Клубная карьера
Габрич пришёл в профессиональный футбол из молодёжной команды клуба «Хайдук» из Сплита. В сезоне 2004/05 он впервые был заявлен за основной состав, но не сыграл ни одного матча в чемпионате Хорватии. Игровую практику Габрич получал в клубах второго дивизиона «Солин» и «Новалья», за которые выступал в 2004—2006 годах. В сезоне 2006/07 Драго стал регулярно играть за «Хайдук», в основном выходя на замены. С приходом на должность тренера «Хайдука» Роберта Ярни Габрич стал играть в команде более важную роль. В 2008 году он дебютировал в еврокубках, сыграв четыре матча в квалификации Кубка УЕФА, в которой «Хайдук» уступил «Депортиво».
1 августа 2009 года Габрич за два с половиной миллиона евро был приобретен турецким клубом «Трабзонспор». Контракт с ним был заключён на четыре года. В первом сезоне с новой командой Драго стал обладателем Кубка Турции, однако в середине сезона он утратил стабильное место в основном составе. Весной 2010 года сообщалось об интересе к футболисту со стороны турецких «Бурсаспора» и «Эскишехирспора», московского «Динамо», а также неназванных немецких клубов. Сезон 2010/11 Габрич провёл в составе клуба «Анкарагюджю», которому был отдан в аренду.
23 мая 2011 года Габрич попал в автомобильную аварию на мокрой из-за дождя трассе A1 между Дугопольем и Биско. Он находился за рулём своего автомобиля, когда потерял управление и вылетел с трассы. Габрич получил тяжёлые травмы головы — ушиб головного мозга, перелом черепа, повреждение лицевых костей и левого глаза, после аварии он впал в кому. В июле, когда футболист проходил лечение и восстанавливался после травмы, «Трабзонспор» в одностороннем порядке разорвал с ним контракт, прислав уведомление об этом по электронной почте.
Восстановившись после аварии, Габрич в сентябре 2011 года вернулся в «Хайдук». В ноябре он начал выступать за основной состав, но на прежний уровень выйти не сумел. Летом 2012 года Габрич в статусе свободного агента перешёл в «Риеку», но и там не сумел проявить себя. Сезон 2013/14 он провёл в словенском клубе «Домжале», в январе 2015 года был отдан в аренду хорватскому клубу «Задар» до конца сезона 2014/2015.
Летом 2015 года Габрич покинул «Риеку» в статусе свободного агента. В ноябре 2015 года он подписал контракт со словенским «Копером» до конца сезона 2015/2016.

## Выступления за сборную
В 2007 году Габрич стал играть за молодёжную сборную Хорватии. Дебютировал он 7 марта 2007 года в товарищеском матче с молодёжной сборной Италии. В июне 2007 года Габрич сыграл в двух квалификационных матчах к молодёжному чемпионату Европы против Фарерских островов и Греции. Во взрослую сборную он впервые был приглашён в марте 2009 года на матч отборочного турнира к чемпионату мира против Андорры. Тренер сборной Славен Билич тогда говорил, что хочет понаблюдать за игроком на тренировках. Однако дебют Габрича в национальной сборной состоялся лишь 14 ноября в товарищеском матче со сборной Лихтенштейна. В первой половине 2010 года Драго принял участие ещё в четырёх товарищеских матчах сборных, забил гол в ворота сборной Уэльса.